# コンスタンティーノ・ツァリス
コンスタンティーノ・ツァリス（ギリシア語: Κωνσταντίνος Τσάλλης、英語: Constantino Tsallis、1943年 - ）はブラジルで市民権を取得した物理学者でリオデジャネイロの科学技術イノベーション通信省物理研究センター(CBPF)で働いている。ギリシャ生まれのアルゼンチン育ち。サン・カルロス・デ・バリローチェのBalseiro Instituteにて物理学を学び、1974年にパリ第11大学からDoctorat d'Etat et Sciences Physiques（学位）を授与された。1975年には家族とともにブラジルへ移住。
ツァリスは、1988年Journal of Statistical Physics誌にて出版された論文 "Possible generalization of Boltzmann–Gibbs statistics" (ボルツマン-ギブス統計の一般化の可能性) にてツァリス・エントロピーとツァリス統計を導入した功績で有名である。
この一般化理論は、非加法的熱力学の理論構築において一番成功していると目される理論候補の一つと考えられている。この一般化はボルツマン-ギブス統計を補強し非エルゴード的特徴をもつ系にも適用出来るよう熱力学理論を拡張するものである。

## 参照
1. ↑  Tsallis, Constantino (1988). “Possible generalization of Boltzmann-Gibbs statistics”. Journal of Statistical Physics 52 (1-2):  479–487. doi:10.1007/BF01016429. ISSN 0022-4715.